# Villamayor de Treviño
Villamayor de Treviño es un municipio y localidad española de la provincia de Burgos, en la comunidad autónoma de Castilla y León. El término municipal, ubicado en la comarca de Odra-Pisuerga y el partido judicial de Burgos, tiene una población de 56 habitantes (INE 2024).

## Geografía
Localidad situada junto al río Odra, a 43 km de Burgos, en el centro-oeste de la provincia del mismo nombre. Dista 11 km de Villadiego, 11 km de Sasamón y 12 km de Melgar de Fernamental.
Tiene forma alargada pues ha ido creciendo en torno a la Calle Real y a la carretera Villadiego–Melgar de Fernamental.
Tiene un área de 20,73 km² con una población de 61 habitantes (INE 2022) y una densidad de 3,43 hab./km².

## Historia
Las primeras noticias del pueblo son de 1092 pues Nuño Ansúrez dona sus bienes de Villamayor de Treviño a la catedral de Burgos. Aunque si tenemos en cuenta el apellido Treviño, su historia se remontaría aún más atrás, a la época prerromana. Treviño es un término celta que significa 'hito triple' pues la zona de Treviño era el punto de separación y confluencia de tres tribus prerromanas: Los cántabros (norte), vacceos (sur y oeste) y los turmódigos (sur y este).
Lugar que formaba parte de la Cuadrilla de Odra en el partido de Villadiego, uno de los catorce que formaban la intendencia de Burgos, durante el periodo comprendido entre 1785 y 1833, en el Censo de Floridablanca de 1787, jurisdicción de señorío siendo su titular el duque de Frías, alcalde pedáneo.
Antes de tener datos escritos, los romanos ya habían dejado su huella en el término municipal de Villamayor de Treviño y no es extraño teniendo en cuenta que la antigua ciudad romana de Segisamo (Sasamón) está a sólo 11 kilómetros y que a unos 4 km pasaba una antigua calzada romana de la que quedan unas pocas piedras entre Grijalba y Padilla de Arriba. De los invasores romanos queda en Villamayor un pequeño puente sobre el Arroyo Mayor en el campo llamado de San Juan; además se sabe que hubo una pequeña villa romana en el campo de Santillana donde se han encontrado trozos de terra sigillata.
A mediados del siglo XIX, el lugar tenía contabilizada una población de 168 habitantes. Aparece descrito en el decimosexto volumen del Diccionario geográfico-estadístico-histórico de España y sus posesiones de Ultramar de Pascual Madoz de la siguiente manera:

VILLAMAYOR DE TREVIÑO: l. con ayunt. en la prov., aud. terr., c. g. y dióc. de Búrgos (6 leg.), part. jud. de Villadiego (2). sit. en la llanura de Campos, próximo al r. Odra con buena ventilacion y clima frio pero sano, y sujeto á pulmonias y constipados. Tiene 70 casas; escuela de instruccion primaria, una igl. parr. (la Natividad de Ntra. Sra.) servida por un cura párroco y un beneficiado. El térm. confina N. Sordillos y Mahallos; É. Grijalba; S. Padilla de Abajo, y O. Villanueva de Odra. El terreno es llano, de mediana calidad, le fertiliza el r. mencionado. Los caminos son locales. El correo se recibe de Villadiego. prod.: cereales y legumbres; cria ganado lanar y caza de liebres. pobl.: 31 vecinos, 168 almas. cap. prod.: 717,100 rs. imp.: 69,466. contr.: 4,042.
(Madoz, 1850, p. 185)

## Demografía
Villamayor de Treviño cuenta con una población de 56 habitantes (INE 2024).
| Gráfica de evolución demográfica de Villamayor de Treviño entre 1842 y 2021                                         |
| |
| Población de derecho según los censos de población del INE Población de hecho según los censos de población del INE |

| 1991 |  | 1996 |  | 2001 |  | 2004 |  | 2013 |  | 2021 |
| ---- |  | ---- |  | ---- |  | ---- |  | ---- |  | ---- |
| 125  |  | 116  |  | 113  |  | 99   |  | 81   |  | 64   |

## Patrimonio

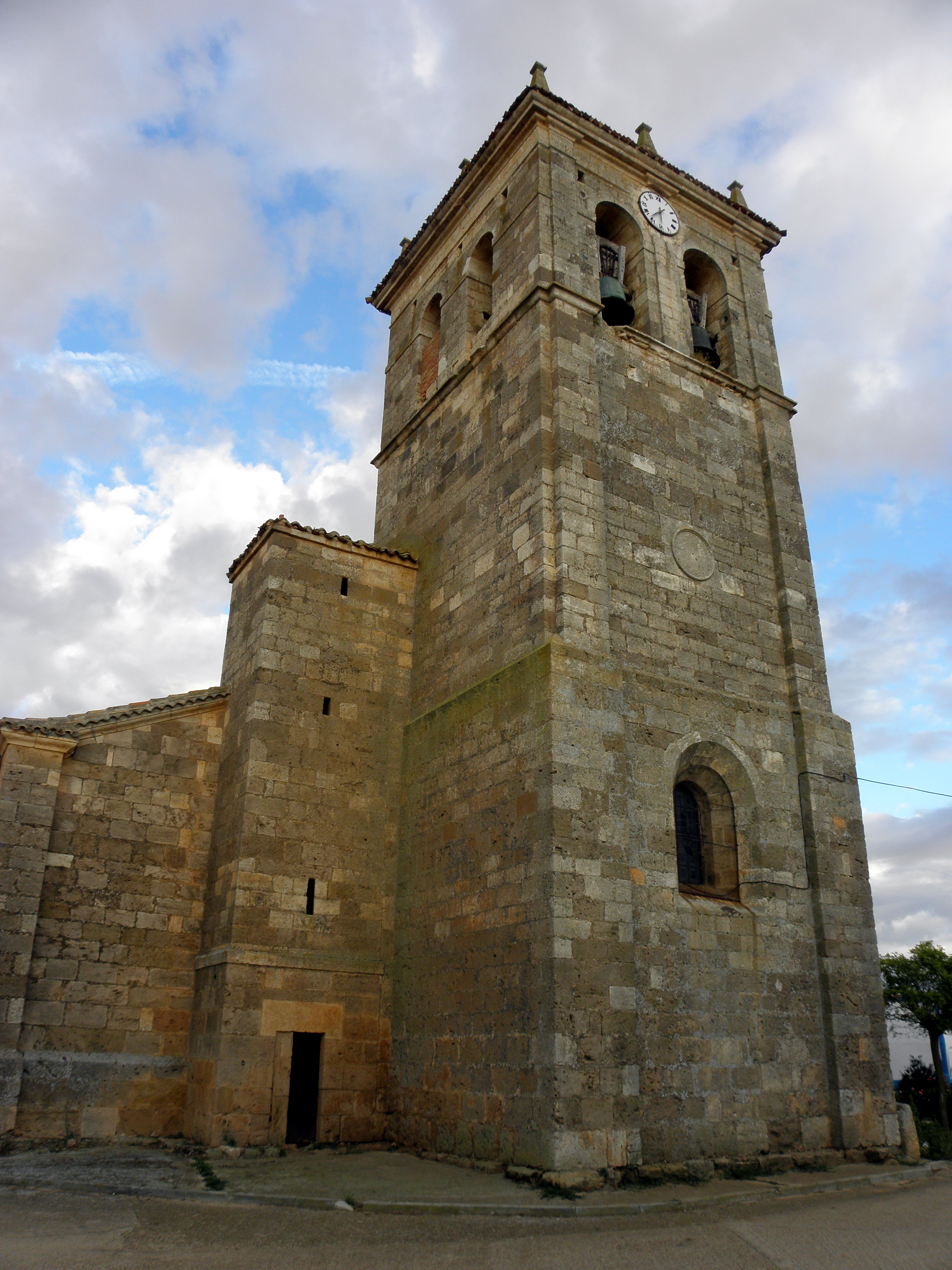
Iglesia de Santa María

Como monumentos religiosos queda en la actualidad la iglesia de Santa María, en el centro del pueblo, la cual tiene un hermoso retablo en la nave mayor. Esta iglesia es una de las tres que hubo en otros tiempos; las otras tres iglesias se llamaban: iglesia de San Miguel, que se encontraba en el convento premostratense de San Miguel, y la iglesia de San Esteban, que estaba en el barrio del mismo nombre.
Del convento premostratense queda únicamente la puerta de entrada al convento y un poco del muro. La decadencia de este convento comenzó con José Bonaparte que le fue quitando algunas propiedades para pagarse los gastos de guerra y se remató con la desamortización de Mendizábal. Las granjas de La Roba y Santibáñez, que eran propiedad del monasterio, fueron sacadas a subasta pública sin ninguna indemnización para los canónigos.
Además de las tres iglesias y el convento, había dos ermitas.